# Grimaldi Groep
De Grimaldi Groep is een internationale groep uit Italië met maatschappelijke zetel in Palermo en operationeel hoofdkantoor in Napels. Het is een familiebedrijf dat werd opgericht door Guido Grimaldi in 1947 en het wordt vandaag de dag geleid door zijn twee zonen Gianluca en Emanuele en zijn schoonzoon Diego Pacella.

## Activiteiten
De Grimaldi Groep is een internationaal bedrijf met maatschappelijke zetel in Palermo en operationeel hoofdkantoor in Napels, Italië. Het is een familiebedrijf en niet beursgenoteerd. Het heeft zich gespecialiseerd in het vervoer per roll-on-roll-offschepen van voertuigen, containers en passagiers. De vloot telt ongeveer 100 schepen en het bedrijf heeft vestigingen in 25 landen.
In 2010 behaalde de Grimaldi Groep een omzet van ongeveer 2,3 miljard euro. In dat jaar vervoerden veerschepen van de vloot 2,7 miljoen passagiers. Het aantal vervoerde 40 voetcontainers was 1,4 miljoen en verder werden 2,8 miljoen voertuigen getransporteerd. Bij de groep werkten circa 8000 medewerkers.
Sinds 2000 is de groep snel gegroeid door middel van acquisities. In 2001 was de overname van Atlantic Container Line (ACL) de eerste grote overname. ACL is vooral actief met roll-on-roll-offschepen op de Noord-Atlantische Oceaan. In 2006 kreeg Grimaldi het meerderheidsbelang in Finnlines die vooral actief is in de Oostzee. In 2008 volgde Minoan Lines die veer- en roll-on-roll-off-schepen inzet in Griekenland en daarbuiten.

## Bedrijfsonderdelen
De Grimaldi Groep bestaat uit acht belangrijke scheepvaartmaatschappijen:
- Grimaldi Compagnie di Navigazione
- Grimaldi & Suardiaz Lines
- Atlantica di Navigazione
- Inarme
- Atlantic Container Line
- Malta Motorways of the Sea
- Minoan Lines en
- Finnlines

De onderdelen zijn gespecialiseerd in het transport van alle rollende lading en containers tussen Noord-Europa, de Middellandse Zee, Oostzee, West-Afrika, Noord-Amerika en Zuid-Amerika. Passagiersdiensten worden aangeboden in de Middellandse Zee en de Oostzee.
Het heeft verder haventerminals in Italië, de rest van Europa en in enkele Afrikaanse havens. Tot slot behoren een aantal logistieke dienstverleners tot de groep.

## Grimaldi Lines

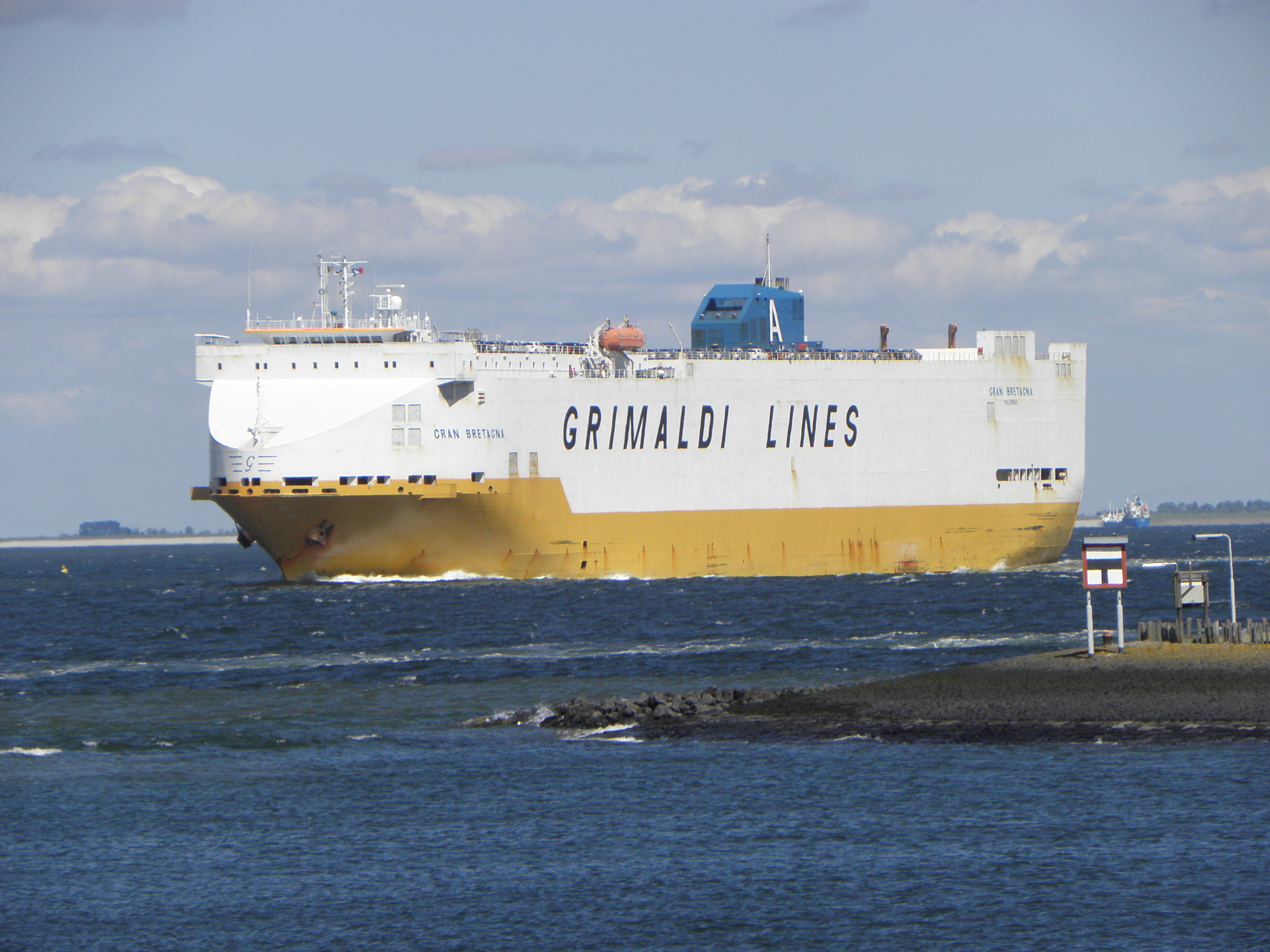
Gran Bretagna gebouwd op een werf van Fincantieri

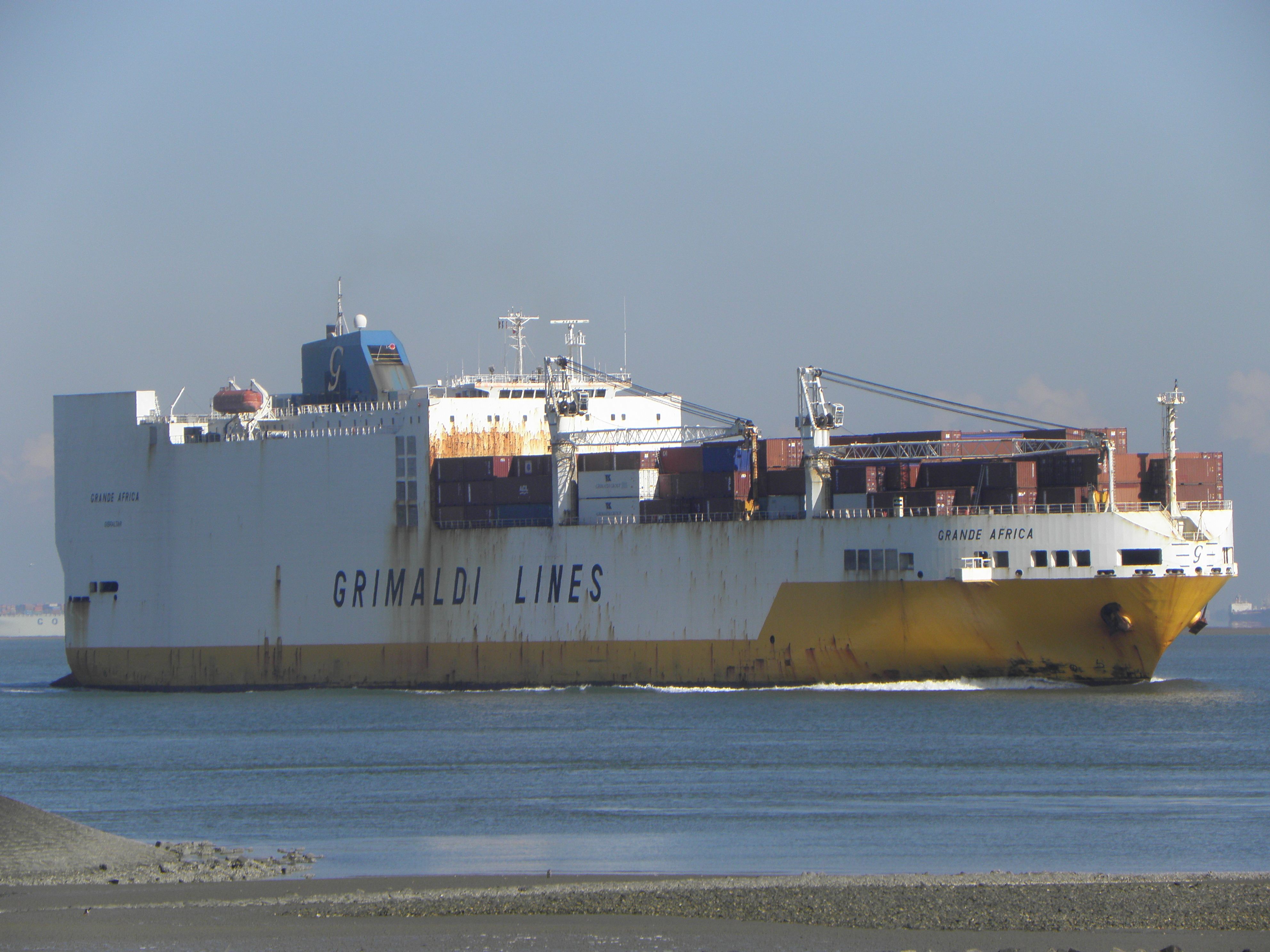
Grimaldi’s Grande Africa

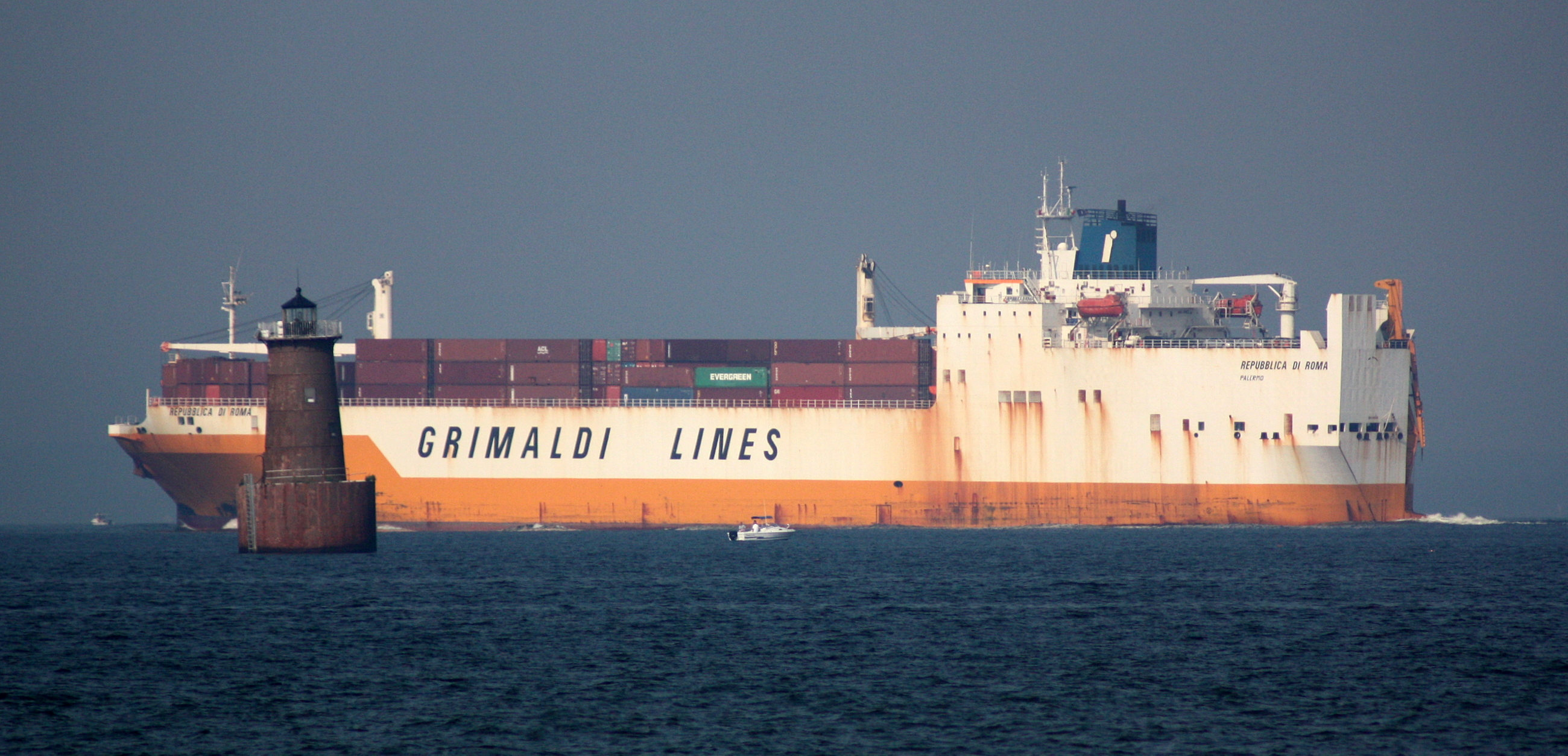
Repubblica di Roma

Grimaldi Lines of Grimaldi Compagnie di Navigazione is het grootste bedrijfsonderdeel. Het staat onder leiding van Gianluca Grimaldi, met Emanuele Grimaldi en Diego Pacella als managing directors. Grimaldi Lines houdt zich vooral bezig met roll-on-roll-off-transport in het Atlantische gebied.

### Diensten
1. EUROMED services (tussen NW-Europa en Middellandse zee)
2. West Africa services (tussen NW-Europa en W-Afrika)
3. South America services (tussen NW-Europa en Z-Amerika)

### Vloot
Dit overzicht is mogelijk incompleet; u kunt helpen door het uit te breiden.
De vloot van Grimaldi Lines bestaat uit 4 klasses.

#### Grande Europa klasse
Deze klasse bestaat uit vijf zusterschepen; Grande Europa, Grande Ellada, Grande Mediterraneo, Grande Scandinavia en Gran Bretagna. De Grande Europa heeft een lengte van 181 meter en 51.714 ton gross tonnage of bruto-tonnenmaat. Ze kan 2500 voertuigen, 2000 roll-on-roll-off en 400 TEU laden met een ramp capacity van 150 ton en haalt snelheden tot 20 knopen.

#### Grande Africa klasse
De Grande Africa heeft 9 zusterschepen binnen deze klasse. De Grande Amburgo, Grande Brasile, Grande San Paolo, Grande Francia en Grande Buenos Aires varen op de Northern Express Service en op Zuid-Amerika. De Grande Atlantico, Grande Nigeria, Grande Argentina, Grande Africa en Grande America varen op Central Express Service. De Grande Africa is de grootste klasse met haar 214 meter en 56.650 ton gross tonnage. Ze kan 2500 voertuigen, 2500 roll-on-roll-off en 800 TEU laden met een ramp capacity van 250 ton en haalt eveneens snelheden tot 20 knopen.

#### Repubblica de Brasile klasse
De Repubblica de Brasile heeft twee zusterschepen, de Repubblica Argentina en de Repubblica di Venezia. Repubblica de Brasile meet 206 meter en heeft een gross tonnage van 51.925 ton. Ze heeft een laadcapaciteit van 1200 voertuigen, 1700 roll-on-roll-off en 800 TEU en haar ramp heeft een capaciteit van 180 ton. De maximale snelheid is 18 knopen.

#### Repubblica di Amalfi klasse
De Repubblica di Amalfi heeft alleen de Repubblica di Roma als zusterschip. Ze is met 216 meter het langste schip van de vloot, maar heeft de kleinste bruto-tonnenmaat van 48.600 ton. Ze kan 2000 voertuigen, 1500 roll-on-roll-off en 800 TEU laden met een ramp capacity van 150 ton. De maximumsnelheid is 18,5 knopen.